# James Vaughan
James Oliver Vaughan (ur. 14 lipca 1988 w Birmingham) – angielski piłkarz występujący na pozycji napastnika w Sunderlandzie. Najmłodszy strzelec bramki w Premiership. Posiada obywatelstwo Trynidadu i Tobago dzięki ojcu, który pochodzi z tego kraju.

## Kariera
Został wypatrzony przez skauta Evertonu podczas Milk Cup 2002, kiedy to wraz ze swoją drużyną zwyciężył w turnieju. W wieku 13 lat przebiegał 100 metrów w czasie 11.5 sekund. W 1999 roku był klasyfikowany na 3 miejscu najszybciej biegających jedenastolatków w Wielkiej Brytanii.
Vaughan w sezonie 2004/2005 swoją dobrą grą w rezerwach zwrócił na siebie uwagę menedżera pierwszej drużyny, Davida Moyesa. Po raz pierwszy znalazł się w niej w zremisowanym meczu Pucharu Anglii przeciwko Manchester United. 10 kwietnia 2005 roku w spotkaniu z Crystal Palace zadebiutował w Premiership, dzięki czemu pobił rekord Joe Royle’a, stając się najmłodszym zawodnikiem w historii Evertonu, który wystąpił w pierwszym zespole. W czasie występu miał 16 lat i 271 dni. Strzelając w tym meczu bramkę, stał się najmłodszym strzelcem w historii Evertonu, pobijając rekord Wayne’a Rooneya (16 lat 360 dni), jak i również Premiership, poprawiając osiągnięcie Jamesa Milnera (16 lat 357 dni).
Swój pierwszy profesjonalny kontrakt podpisał w lecie 2005, wiążąc się z klubem na dwa lata. Przed rozpoczęciem sezonu nabawił się kontuzji więzadła kolanowego. Przez komplikacje, które utrudniały całkowite wyleczenie urazu, niemal cały sezon był dla Vaughana stracony.
28 sierpnia 2006 roku Anglik powrócił do gry i wystąpił w meczu rezerw przeciwko Newcastle United. Na murawie przebywał 63 minuty i zdążył zdobyć gola. Dwa tygodnie później otrzymał powołanie do kadry Anglii U-19.
W spotkaniu tejże drużyny ze Szwajcarią, Vaughan wszedł na boisko podczas drugiej połowy meczu i w 90 minucie strzałem głową zdobył zwycięskiego gola, dzięki czemu Anglia zwyciężyła 3:2. Wkrótce strzelił też swoją drugą bramkę dla Evertonu, a miało to miejsce w 93 minucie wygranego 2:0 spotkania z West Ham. Pomimo kontuzji stopy, której nabawił się w meczu z Boltonem, zdążył wystąpić w ostatnich spotkaniach sezonu, w tym w pojedynku z Chelsea F.C. na Stamford Bridge.
Pod koniec sezonu 2006/2007 podpisał nową umowę z Evertonem, ważną do 2011 roku. Zwyciężył w plebiscycie oficjalnej strony internetowej klubu na najlepszego młodego gracza sezonu. Wkrótce został powołany do kadry Anglii U-21 na Mistrzostwa Europy U-21. Jego pierwszy występ w turnieju miał miejsce 14 czerwca w zremisowanym 2:2 spotkaniu z Włochami.
18 lipca w meczu z Preston North End doznał kontuzji, która wykluczyła go z gry na trzy miesiące. Na boisko wrócił pod koniec października. Wszedł na ostatnie 10 minut ligowego meczu z Birmingham City i zdobył gola, zapewniając Evertonowi zwycięstwo 3:1.
18 września 2009 roku został na trzy miesiące wypożyczony do Derby County. Rozegrał tam dwa spotkania. W marcu 2010 roku Vaughan trafił na jednomiesięczne wypożyczenie do Leicesteru City.
W sezonie 2010/2011 był dwukrotnie wypożyczany do Crystal Palace.
27 maja 2011 roku został kupiony przez beniaminka Premier League Norwich City. Jednak z powodu problemów z kontuzjami w sezonie 2011/2012 rozegrał tylko 5 spotkań.
W sierpniu 2012 roku został wypożyczony na rok do Huddersfield Town.